# Алессандро Реніка
Алессандро Реніка (італ. Alessandro Renica, нар. 15 вересня 1962, Аннвіль-сюр-Мер) — італійський футболіст, що грав на позиції центрального захисника, зокрема за клуби «Сампдорія» та «Наполі», а також молодіжну збірну Італії. По завершенні ігрової кар'єри — тренер.
Дворазовий чемпіон Італії. Дворазовий володар Кубка Італії. Володар Кубка УЄФА. Володар Суперкубка Італії з футболу. 

## Клубна кар'єра
Народився 15 вересня 1962 року у французькому Аннвіль-сюр-Мер в родині італійських емігрантів. У трьорічному віці переїхав з родиною до Італії, де почав займатися футболом у веронській команді «Голозіне», а в 14 років перейшов до академії «Ланероссі».
У дорослому футболі дебютував 1979 року виступами за основну команду «Ланероссі», за яку протягом трьох сезонів взяв участь у 16 матчах чемпіонату. 
1982 року перейшов до лав «Сампдорії», що саме повернулася до Серії A і підсилювала свій склад. до складу якого приєднався 1982 року. Зі свого другого сезону у новій команді став основним гравцем на позиції ліберо. Загалом відіграв за генуезьку команду три сезони своєї ігрової кар'єри, в останньому з яких допоміг команді вибороти Кубок Італії.
1985 був запрошений до лав «Наполі», одного з лідерів тогочасного італійського футболу. Провів у складі неаполітанців шість років своєї кар'єри гравця, протягом яких у статусі основного захисника додав до переліку своїх трофеїв два титули чемпіона Італії, знову ставав володарем Кубка Італії, а також став володарем Кубка УЄФА і Суперкубка Італії.
1990 року отримав важку травму, від якої повністю не відновився і наступного року залишив «Наполі». Завершував ігрову кар'єру у команді «Верона», за яку виступав протягом 1991—1993 років.

## Виступи за збірну
Протягом 1983–1986 років залучався до складу молодіжної збірної Італії. На молодіжному рівні зіграв у 8 офіційних матчах. Був учасником молодіжного Євро-1984.

## Кар'єра тренера
Розпочав тренерську кар'єру, повернувшись до футболу після невеликої перерви, 1997 року, очоливши тренерський штаб команди «Кальдієро». У подальшому працював ще з низкою нижчолігових італійських команд, а також тренував команду дублерів «Віченци».

## Титули і досягнення
- Чемпіон Італії (2):

«Наполі»: 1986-1987, 1989-1990
- Володар Кубка Італії (2):

«Сампдорія»: 1984-1985
«Наполі»: 1986-1987
- Володар Кубка УЄФА (1):

«Наполі»: 1988-1989
- Володар Суперкубка Італії з футболу (1):

«Наполі»: 1990